# Steven Silver (Schauspieler)
Steven Silver (* 1. Februar 1989 in Houston) ist ein US-amerikanischer Filmschauspieler.

## Leben
Steven Silver wurde 1989 in Houston geboren.
Sein Schauspieldebüt gab er in dem Kurzfilm The Problem with Mr. Withers. Im Film Beef von John Stalberg Jr. war Silver an der Seite von Timothy Olyphant, Thomas Mann und Jai Courtney zu sehen. Anschließend wurde er in der Fernsehserie Tote Mädchen lügen nicht als Marcus Cole besetzt und trat in den ersten beiden Staffeln als wiederkehrender Charakter auf.
In The Obituary of Tunde Johnson von Ali LeRoi ist er in der Titelrolle zu sehen und spielt einen Jugendlichen, der in einer Zeitschleife feststeckt, in der er jeden Tag aufs Neue von einem Beamten des Los Angeles Police Department getötet wird.

## Filmografie (Auswahl)
- 2017–18: Tote Mädchen lügen nicht (13 Reasons Why, Fernsehserie 17 Folgen)
- 2019: The Obituary of Tunde Johnson
- 2019: All the Little Things We Kill
- 2020: Council of Dads (Fernsehserie)